# Hedysarum
Hedysarum és un gènere de plantes amb flors de la família Fabaceae.Consta d'unes 309 espècies de plantes herbàcies anuals o perennes. Es troben a les zones de clima temperat del reialme holàrtic, a Àsia, Àfrica del Nord, Europa i Amèrica del Nord.
Als Països Catalans són autòctones les espècies següents:Hedysarum coronarium (enclòver), Hedysarum humile (estaca-rossí) i, Hedysarum spinosissimum (enclòver bord) 

## Descripció
Les plantes del gènere Hedysarum tenen fulles pinnades amb folíols enters. Les inflorescències són en forma de peduncle, raïms o capítols. Els pètalñs són rosats, porpres grocs o blanquinosos. El fruit és en forma de loment amb segments glabres, pubescents o espinosos.

## Usos
Algunes espècies com Hedysarum alpinum eren menjades pels Inuits per evitar l'escorbut pel seu alt contingut en vitamina C (uns 21 mg/100g).

## Algunes espècies
- Hedysarum abyssinicum
- Hedysarum acayucense
- Hedysarum aculeolatum
- Hedysarum acuminatum
- Hedysarum acutifolium
- Hedysarum adhaerens
- Hedysarum adscendens
- Hedysarum aequidentatum
- Hedysarum ahilum
- Hedysarum aikini
- Hedysarum aikinianum
- Hedysarum alabukense
- Hedysarum alaicum
- Hedysarum alamani
- Hedysarum alaschanicum
- Hedysarum alatum
- Hedysarum albiflorum
- Hedysarum album
- Hedysarum algeriense
- Hedysarum algidum
- Hedysarum alhagi
- Hedysarum alopecuroides
- Hedysarum alpinum
- Hedysarum altaicum
- Hedysarum amankutanicum
- Hedysarum americanum
- Hedysarum ammoxylon
- Hedysarum ancistrocarpum
- Hedysarum ancyrense
- Hedysarum angrenicum
- Hedysarum angustifolium
- Hedysarum annuum
- Hedysarum anomalum
- Hedysarum antitauricum
- Hedysarum aparines
- Hedysarum aquaticum
- Hedysarum arborescens
- Hedysarum arboreum
- Hedysarum arbuscula
- Hedysarum arcticum
- Hedysarum arenarium
- Hedysarum argentatum
- Hedysarum argenteum
- Hedysarum argyreum
- Hedysarum argyrophyllum
- Hedysarum armenium
- Hedysarum armenum
- Hedysarum articulatum
- Hedysarum ascendens
- Hedysarum asperum
- Hedysarum astragaloides
- Hedysarum atlanticum
- Hedysarum atomarium
- Hedysarum atropatanum
- Hedysarum aucheri
- Hedysarum aureum
- Hedysarum auriculatum
- Hedysarum australe
- Hedysarum austrokurilense
- Hedysarum austrosibiricum
- Hedysarum axillare
- Hedysarum coronarium
- Hedysarum sulphurescens